# Marinha da Bulgária

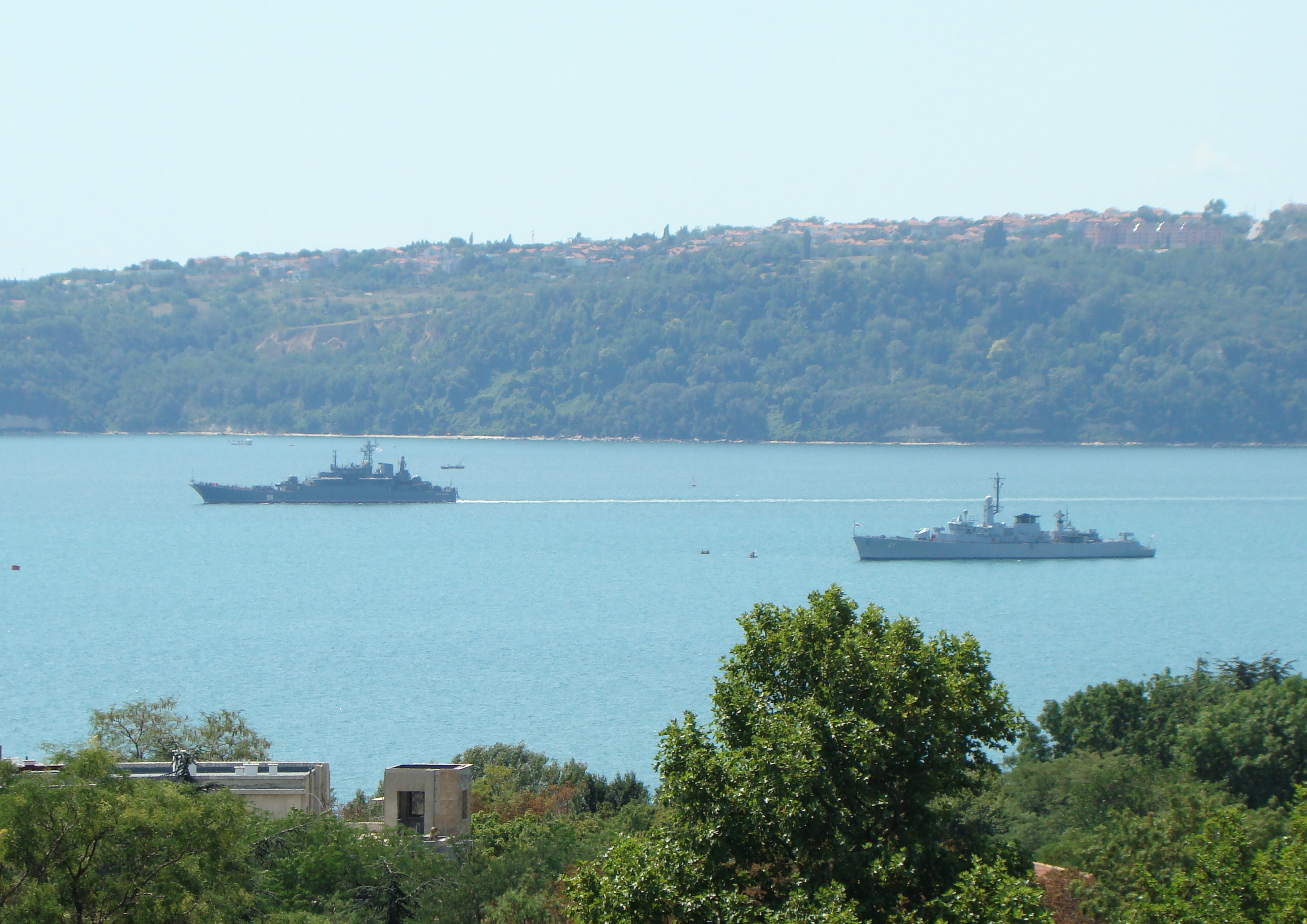
Dois navios de guerra da marinha de guerra da Bulgária.

A Marinha da Bulgária ou Marinha Búlgara é o ramo naval (marinha) das Forças Armadas da Bulgária. Uma de suas principais funções é proteger a Bulgária em casos de guerras, invasões, conflitos e outros por meio aquático, isto é, utilizando-se por mares, rios e lagos.

## Fotos

Ensignia Naval da Marinha da Bulgária.
Bandeira Marítima da marinha búlgara.
Insignia da guarda costeira da Bulgária.